# 凤池村 (歙县)
凤池村，原为中华人民共和国安徽省黄山市歙县深渡镇下辖的一个村级行政单位，现为深渡社区的一个自然村，与深渡老街隔新安江相望。2008年，老街居委会和凤池村合并成立深渡社区。
凤池村创建于元末，姚琏隐居于此。2014年，凤池村均获评第三批中国传统村落。
1958年，因新安江水电站大坝建设，凤池村全村移民搬迁至岩寺等地；1961年，村民不习惯异地生产生活，难舍故土，自主陆续返回凤池村。